# Jetmore (Kansas)
Jetmore település az Amerikai Egyesült Államok Kansas államában, Hodgeman megyében, melynek megyeszékhelye is. Lakosainak száma 770 fő (2020. április 1.).

## Népesség
A település népességének változása:

| 2010 | 867 |
| 2020 | 770 |